# 辱華
辱華（じょくか）とは、本来「華人や中華民族、中国人、そして中華人民共和国を侮辱、中傷、差別する、あるいはそのように見なされる言動や政治的立場」を指す言葉である。近年、この言葉の濫用に対する皮肉として小粉紅や中国共産党を揶揄する文脈で使われることが増え、次第に流行語となった。インターネット上では、意図的に同音異字を用いて「乳滑」（にゅうか）や「乳化」（にゅうか）などと表記されることもある。

## 歴史的起源
西洋ではルネサンス以降、科学、自由、平等、民主主義といった近代的理念が徐々に形成されたが、同時期の中国および世界の他の地域は、西洋文明との発展に差が生じた。この時期、西洋では新帝国主義や社会ダーウィン主義を提唱する風潮が広まり、一部の人々は異なる民族に対して白人至上主義的な考え方を持つようになった。アヘン戦争後、閉ざされていた中国が開かれると、西洋は、かつて強大だと考えていた中華帝国への認識を改めた。東西交流における思考の差異からアジア人への差別心が現れ始め、中国を揶揄した「東亜病夫」という言葉は、当時の辱華の最も典型的な代名詞となった。政策面では、明・清時代から福建省や広東省出身の華工が急増し、華人移民が現地労働市場に影響を与えたことを背景に、欧米では白豪主義、中国人排斥法、中国人移民法など、法律の形で華人に対する迫害や抑圧が行われた。
辱華の根深い原因は、古代から近代にかけての東西の衝突、義和団の乱、第二次世界大戦、国共内戦といった一連の歴史的事件や要因に根差している。東アジア文化との違いから、西側文明による中国大陸への警戒が主流となり、それは次第にアジア人、東アジア人、黄色人種に対する恐怖や敵意である黄禍論へと発展した。現代のグローバル化した社会では多文化主義が提唱され、「辱華」は人種差別と見なされ少なくなっている。しかし、現在の中国では「辱華」の概念はもはや単なる歴史的用語ではなく、次第に濫用され、歪曲されている。

## 事例

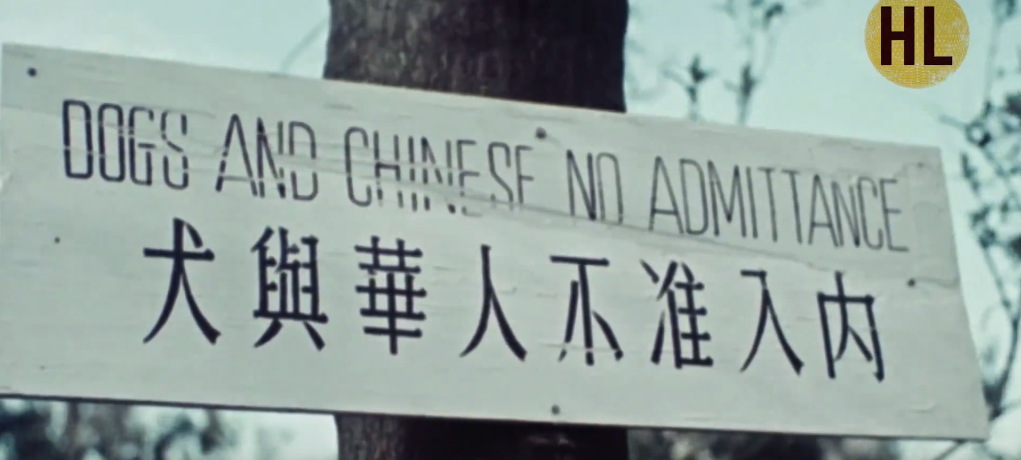
中国大陸では、租界の外国人商店に「華人と犬は入るべからず」という都市伝説が流布している。写真はソビエト連邦の写真家が解放後、上海で擬似ドキュメンタリー『中国の再生』を撮影するために制作した小道具。

2000年、フランス・パリの劇場で上演された新作演劇のタイトル「華人と犬は入るべからず」という差別的なスローガンが現地の中国語新聞で報じられ、現地の華人の注意を引いたことである。一部の中国メディアはこれを「辱華」と呼んだ。

### 2000年代
2003年、トヨタの2車種の新車広告において、「トヨタ・ランドクルーザー プラド」が2体の石獅子の前に停まり、1体の石獅子が右前足を挙げて敬礼するようなポーズをとり、もう1体が頭を下げているという描写があった。広告のキャッチコピーは「プラド、君は尊敬せざるを得ない」であった。多くのネットユーザーは、石獅子が中国を象徴するものであり、その石獅子が日本ブランドの車に「敬礼」や「お辞儀」をさせられていると考えた。盧溝橋、石獅子、抗日という三者の関係を考慮し、一部の中国のネットユーザーはこの広告が「明らかに辱華である」と見なした。
2004年、ナイキが1億ドルを投じて制作したバスケットボールシューズの広告では、レブロン・ジェームズがカンフーでレイアップを阻もうとする中国の老道士を打ち負かし、「中国の仙女」の誘惑にも乗らずに美女の幻影を打ち砕き、さらには邪悪なイメージの竜2体を倒すという内容であった。この内容は中国本土のメディアや民衆から辱華であると指摘され、広告フィルムは国家広電総局によって放送禁止となった。同年、NBAスター選手の発音が標準的でなかったために生じた辱華疑惑などの事件も、世論の言辞を次第に敏感なものにしていった。
2008年、CNNの司会者ジャック・キャファティが中国人を「暴徒とごろつきの集団」と呼んだことが辱華とされた。

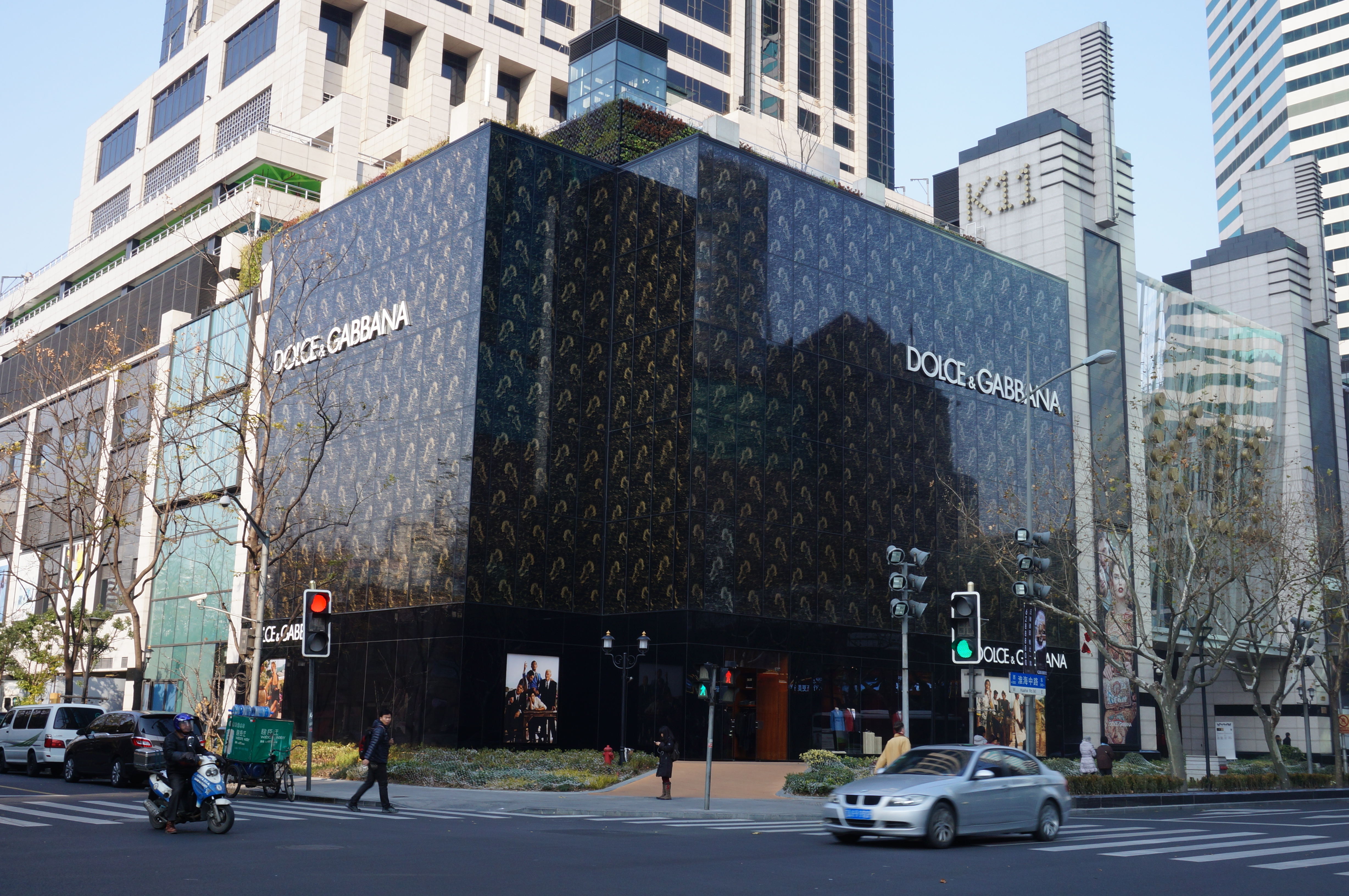
イタリアのファッションブランド、ドルチェ&ガッバーナは、華人への差別的とされた広告で「辱華」と非難された。

### 2010年代
2018年、フィリピンのeスポーツ選手KuKuがゲーム内で「Ching chong」という差別語を使用したとして、中国のプレイヤーから強い反発と通報を受けた。最終的に、中国のアリババグループが主催するワールド・エレクトロニック・スポーツ・ゲームズは、この選手を大会への参加禁止処分とした。
同年、ドルチェ&ガッバーナが公開したブランドのプロモーション動画『起筷吃飯（箸で食べよう）』における行為が、中国のネットユーザーから文化的盗用と見なされ、中国文化を貶めるものだと疑問視された。その後、同ブランドのデザイナー兼共同創業者であるステファノ・ガッバーナがInstagramで中国を「糞の国」と呼んだことが発覚した。これ以降、「辱華」という言葉がインターネット上で流行し始め、帝吧出征などの事件を経て広く拡散していった。
同年、知乎のあるユーザーが「もしナイキが辱華をしたら、D&G（ドルチェ&ガッバーナ）をボイコットした時のように絶対的なものになるだろうか？」と質問し、世論や政策の非連続性を示した。ドルチェ&ガッバーナ事件以降、一部のネットユーザーは「辱華」という言葉の使用範囲を拡大し、明確な侮辱や差別的意図がない可能性のある海外の作品に対しても使用するようになった。同時に、国内の企業や個人ブランドでさえも、その手法が辱華的であると非難される現象が現れ始めた。ネットユーザーが意図的に辱華の要素を探し出すといった異常な行動は、より広範な議論を引き起こした。中国大陸のメディアは、「辱華」の概念が過剰反応気味であり、抑制すべきだと考え始めた。しかし、依然として強い民族主義的感情を持つネットユーザーは、過去のコンテンツを捜索し続け、数十年前の歴史的価値観にまで遡って非難することもあった。ネット上の集団的な追随批判は、辱華の乱発現象を引き起こし、中国および中国共産党の歴史や現実、さらには自己に対する批判でさえも、辱華と見なされる可能性が出てきた。
2019年、2019年-2020年香港民主化デモにおいて、一部のデモ参加者の行動が「辱華」の名で呼ばれた後、ネットユーザーから継続的に注目されるようになった。「辱華」という言葉は、元の意味を超えて「中国政府、中国共産党、中華人民共和国を侮辱する行為」「祖国分裂を謀る行為」「外国勢力と結託する行為」を指すように徐々に拡大解釈された。さらには、分裂の意図がなくとも、中国の領土について明確に同意する態度を示さないだけで「辱華」に該当するとされるまでになった。その結果、中華人民共和国政府の高官でさえも、国内のネットユーザーから罵倒される事態を免れなくなった。
また、一部の「辱華」事例は中国のプロパガンダに合致している。例えば、当事者や企業が「台湾」「チベット」「新疆」といった言葉に触れた場合や、映画『モンスターハンター』のように「Chinese（中国人）」という言葉の同音異義語のジョークが含まれていた場合などである。そして、H&Mやナイキなどの国際ブランドが新疆綿の使用停止を宣言した後、これらのブランドの服を着ている中国人さえも、怒れるネットユーザーの攻撃の対象となることがあった。2020年東京オリンピックで中国に初の金メダルをもたらしたエアライフルの楊倩選手でさえ、新疆綿事件以前にナイキの靴のコレクションを投稿した写真があったため、「中国から出ていけ」と罵られた。

### 2020年代
2021年、韓国の女性配信者Hamzyが、中国ではブロックされているYouTubeに投稿した動画の韓国語字幕が機械翻訳で「中国鬼子（中国のブタ野郎）」と誤訳されたことが辱華とされた。中国のネットユーザーは即座にフォローを解除し、通報、ブロックを行った。
2022年の旧正月期間中、エレクトロニック・アーツが発売した生活シミュレーションゲーム『ザ・シムズ』シリーズの公式Instagramが、アジア全域の人々への旧正月の祝福を投稿した際、添付画像のキャラクターがチマチョゴリを着ているように見えたことが一部の中国ネットユーザーから辱華だと指摘された。彼らは「Lunar new year」ではなく「Happy Chinese New Year」を使い、春節文化が中国発祥であることを強調すべきだと主張し、コメント欄を荒らして議論を呼んだ。一方で、中国当局の規定では、外交部は新年の祝辞として「Lunar new year」を使用するよう指定している。この論争の後、文化史の専門家は、この言葉が単にアジアの新年を意味するものであると解説した。
同年の北京冬季五輪期間中においても、再び過剰な辱華の指摘があった。例えば、韓国人が自国の選手を応援したことが辱華とされ、悪意あるジェスチャーで攻撃されたり、アメリカの中国系フィギュアスケート選手陳巍の過去の発言が辱華とされたり、朱易や谷愛淩といった帰化選手もネットユーザーから辱華行為がないか厳しくチェックされた。これらの侮辱の指摘や誤った事実が広範なネガティブイメージをもたらしたため、当局は期間中、愛国的なネットユーザーの過激な言論を非公式に削除するよう指示さえした。
2022年末、中国共産主義青年団は、ソニー中国が複数回にわたり辱華に関与したと非難した。カメラの新製品の発表イベントが「7月7日22時」で七七事変（盧溝橋事件）に近かったことや、邱少雲（その日が彼の命日だった）が戦死した時の様子に似た画像を使用したことが烈士への侮辱とされ、批判が集まった。
さらに年賀状の「2023年有尼更精彩」（「尼」が習近平を侮辱するとされるクマのプーさんを連想させる）がブロックされ、公式微博アカウントが「発言禁止」となった。翌年の1月には、ソニー中国に対し447万元の罰金が科され、論争を呼んだ。これに対し、一部の中国大陸のネットユーザーは反対の声を上げた。これらは党史を研究している人でなければ記憶していないような非常に細かい内容であり、犬と人物の2つの画像の類似性も解釈が分かれるため、またもや国民の過敏さと劣等感の表れではないか、あるいは告発者と裁判所が無理やりこじつけて「心中に仏あれば万物ことごとく仏なり」の結果になったのではないかと疑問を呈し、そのような連想をする潜在意識はいかなるものかと批判した。これに対し、日本人コメンテーターは、「日本企業が中国でビジネスをするのは生活のためであり、経営幹部が自らのキャリアを危険にさらしてまでそのような企画を出すはずがない。この事件は中国国内でしか話題になっておらず、いわゆる中国人を風刺したとされる成果はニュースが大きくなってから初めて知った」と述べた。日本のネット上では議論すらなく、中国文化の専門家であるベテラン学者でさえ、歴史的文献を調べて初めて聞いた話だという。したがって、一部の民族主義者のこの行動は、国内での感情のはけ口になるだけで、国外からは理解しがたくビジネスのしにくい国という印象を与えるだけで経済に悪影響を及ぼすと指摘した。
「辱華」として捉えられるかは、国籍によって異なる事例もある。ロシアは日本とは違い、中国と台湾を別の国として扱うことが可能である。例えばロシアのゲーム『War Thunder』では、チート行為者を追放する際に、国民党軍が共産党軍機を撃墜した写真を使って中国のプレイヤーを揶揄した。これは一時的に大衆の怒りを買い、謝罪文を発表せざるを得なくなったが、外注の軍事マニアが制作したためと弁明し、このような解放軍の犠牲を嘲笑するような真の侮辱行為に対して、その短い謝罪と釈明はbilibiliでのみ発表されるなど、軽い対応であったにもかかわらず、最終的に運営会社は何の処罰も受けずに済まされた。
2023年、Apple中国のウェブサイトに、辮髪を結いアジア系の容姿に似た技術専門家が登場したため、辱華と指摘された。しかし、調査の結果、この人物はアメリカ州の先住民族であり、優秀社員として表彰され、多くの国の公式サイトに掲載されていたことが判明した。
2024年の春節前、江蘇省南京市のある商業施設が、リニューアル後の内装に日の丸や旭日旗などの辱華要素が含まれていると非難され、ネット上で論争を引き起こした。『環球時報』の元編集長である胡錫進は、開放的で自信を持つべきであり、あまりに極端になるべきではないと批判した。その後、デザインは単に花火を指していることが証明され、さらに告発した愛国ブロガー「戦馬行動」には過去に何度も虚偽告発の前科があることが発覚した。国営メディアの央視は、「愛国は商売ではない」と異例の論評を発表。「騒ぎを起こす者が正常な秩序を破壊しており、いつも事なかれ主義ではいけない、関連部門や企業は背筋を伸ばし、このような中傷に対しては敢然と反論すべきだ」と述べた。

## 論争
文化の変遷とともに、「辱華」という言葉の基準は次第に曖昧になっている。場合によっては、中国人や中国の政治、社会、文化現象に対する意見や批判、あるいは辱華とされたブランドの購入や使用でさえも辱華と指摘されることがある。
例えば、中国人モデルのそばかす、華人モデルが箸でスパゲッティを食べることは辱華であり、ハリウッドの白人俳優も辱華、華人監督も辱華である。中国文化を背景にした映画で白人を主役にすることも辱華、華人を主役にすることも辱華になり得る。間違ったことをしたとされる外国人歌手も辱華、間違った服を着たとされる香港の歌手も辱華である。アメリカのプロバスケットボールチームのマネージャーも辱華、多くの国際ブランドも辱華であり、外国メディアも辱華である。中国関連の事件だけでなく、対立する意見を持つ双方が互いに「辱華」のレッテルを貼り合うこともある。さらには中華民国国民が「生まれただけで辱華」とされるような極端な現象まで見られる。辱華という言葉の過剰な濫用は、この形容詞を「華人への差別」という本来の意味から完全に逸脱している。
「辱華」という言葉の濫用と、一部の中国大陸のネットユーザーによる中国関連の論争事件への態度や反応が日増しに過激化するにつれ、「『辱華』と非難されること」自体が、ネットユーザーによって脱構築され、言葉の濫用に対する皮肉、ユーモア、嘲笑、あるいは差別を表現するために使われるようになった。「瑠璃心」という曲では、「辱華」と厳しく指摘するネットユーザーの心情を揶揄している。
また、「辱華」という言葉は、中国語の発音で「Rǔ huá」であることから、同音異義語として「乳華」「乳化」「乳滑」という言葉が用いられるようになっている。さらには「乳了」といった言葉も生み出されている。同時に、この言葉とインターネット・ミームの流行に伴い、特定の文脈における「辱」の否定的な意味合いは部分的に薄れ、「辱仏（フランスいじり）」「辱米（アメリカいじり）」「辱英（イギリスいじり）」「辱独（ドイツいじり）」「辱波（ポーランドいじり）」「辱宋（宋いじり）」といったネットスラングと合流する現象も見られる。

## 評論

台湾のYouTuber波特王は、「辱華」という言葉の濫用を風刺し、「人生には避けられない三つのことがある。誕生、辱華、そして死だ」と述べた

中華人民共和国の作家韓寒は2008年のブログ記事で、辱華という概念が流行する理由は、中国国民が「敏感」で「あまりに劣等感が強い」ためであり、「卑屈さと緊張感」を抱えているからだと論じた。
中国の公式メディアである中国青年報は、2019年2月に発表した社説で、「『辱華』の概念を濫用し、臆測でレッテルを貼るようなことは決して許されない」と述べ、「そのような行為は世論環境を汚染するだけであり、それは社会全体の損失となる」と指摘した。
カナダの学者沈榮欽は、その基準が根拠なく変化し、人々を途方に暮れさせるため、辱華に対する謝罪行為はコミュニケーションの役割を果たすどころか、むしろ無意識の反射のようになっており、最終的に一部の中国のネットユーザーは自分たちが怒り続けるだけで、得られる限界効用はゼロになっていると観察している。国際企業や協力パートナーはとっくに見慣れており、契約解除や声明はほとんど定型文のようになっており、しばらくすると双方は何事もなかったかのようにビジネスを再開し、どんな辱華疑惑も同じように対処できる。
『ニューヨーク・タイムズ』の海外華人コラムは、「辱華」の定義範囲が無限に拡大する傾向にあるようだと指摘している。記事によれば、2021年には、中国国産アニメ映画『雄獅少年』から、スナック菓子ブランド「三只松鼠」の宣伝ポスター、さらにはメルセデス・ベンツの新広告まで、主人公やモデルの目やメイクが主流から外れているという理由で、相次いで一部の中国ネットユーザーから意図的に中国人のイメージを醜化していると批判された。「三只松鼠」は公式微博で2年前のこのポスターについて「モデルのメイクが一般の美的感覚に合わなかった」と謝罪したが、ポスターのモデル「菜嬢嬢」は「私の目が小さいと中国人である資格がないというのか？」と問いかけた。その結果、あるネットユーザーは「人生には避けられない三つのことがある。誕生、死、そして辱華だ」と揶揄するほどになった。
ある評論は、最近次々と反華の嵐に巻き込まれているインフルエンサーや、さらには活動を封じられた一部のメディア評論について、「吊し上げ」が流行するネット上では、かつて称賛されたインフルエンサーの特質が、一転して大衆から罵倒される欠点となり、その前後の矛盾は非常に皮肉であると指摘している。そして他のインフルエンサーが、意見を聞き入れて改善することなく、ただ批判の風潮に乗るだけでは、不健全なコミュニティの雰囲気が蔓延してしまうだろう。
2021年10月、マレーシアの華人歌手黄明志とオーストラリアの華人歌手陈芳语が共同で発表した新曲『玻璃心』では、その歌詞で「辱華」を揶揄している。「分からない、一体どこでお前を辱めたのか、いつも世界がお前の敵だと感じているようだ……ひざまずけと言うが、ごめん、それはできない」と、「辱華」の定義が無限に拡大解釈されていることを風刺している。